# Lídia Dömölky
Dans le nom hongrois Dömölky Lídia, le nom de famille précède le prénom, mais cet article utilise l’ordre habituel en français Lídia Dömölky, où le prénom précède le nom.
Lídia Sákovicsné Dömölky est une escrimeuse hongroise née le 9 mars 1936 à Budapest.
Elle participe à toutes les olympiades de 1956 à 1968. Elle y remporte trois médailles en fleuret par équipe : 1 d'or et 2 d'argent.
Elle est la femme de l'escrimeur József Sákovics.

## Palmarès
- Jeux olympiques d'été
  -  Médaille d'or en fleuret par équipe aux Jeux olympiques d'été de 1964 à Tokyo
  -  Médaille d'argent en fleuret par équipe aux Jeux olympiques d'été de 1960 à Rome.
  -  Médaille d'argent en fleuret par équipe aux Jeux olympiques d'été de 1968 à Mexico .
- Championnats du monde d'escrime
  -  Médaille d'or au fleuret individuel en 1955 à Rome.
  -  Médaille d'or au fleuret par équipe en 1955 à Rome.
  -  Médaille d'or au fleuret par équipe en 1959 à Budapest.
  -  Médaille d'or au fleuret par équipe en 1967 à Montréal.
  -  Médaille d'argent au fleuret individuel en 1963 à Gdańsk.
  -  Médaille d'argent au fleuret par équipe en 1961 à Turin.
  -  Médaille d'argent au fleuret par équipe en 1963 à Gdańsk.
  -  Médaille d'argent au fleuret par équipe en 1967 à Montréal.
  -  Médaille de bronze au fleuret par équipe en 1956 à Londres.